# Fehér tölgy
A fehér tölgy (Quercus alba) a bükkfavirágúak (Fagales) közé tartozó tölgy nemzetség fontos amerikai faja.

## Előfordulása
Észak-Amerika keleti része, száraz erdők.

## Leírása
Terebélyes, 35 méter magas lombhullató fafaj. Kérge világosszürke, pikkelyes, idővel repedezett.
Levelei 20 cm hosszúak, mélyen 2-4 karéjosak, 10 cm szélesek, elkeskenyedő vállúak. Lombfakadáskor rózsás árnyalatúak, selymesen szőrösek. Később felszínük sötétzöld, fonákuk kékeszöld lesz.
Ősszel bíborpirosra színeződnek. Virágai tavasz végén nyílnak. A porzós barkák sárgászöldek, lecsüngők, a termősek jelentéktelenek. 
A termése 2,5 cm-es makk, amelyet az érdes felszínű kupacs negyedrészéig fogja körül.
Az Egyesült Államokban Connecticut, Illinois, Maryland jelképe.

## Képek

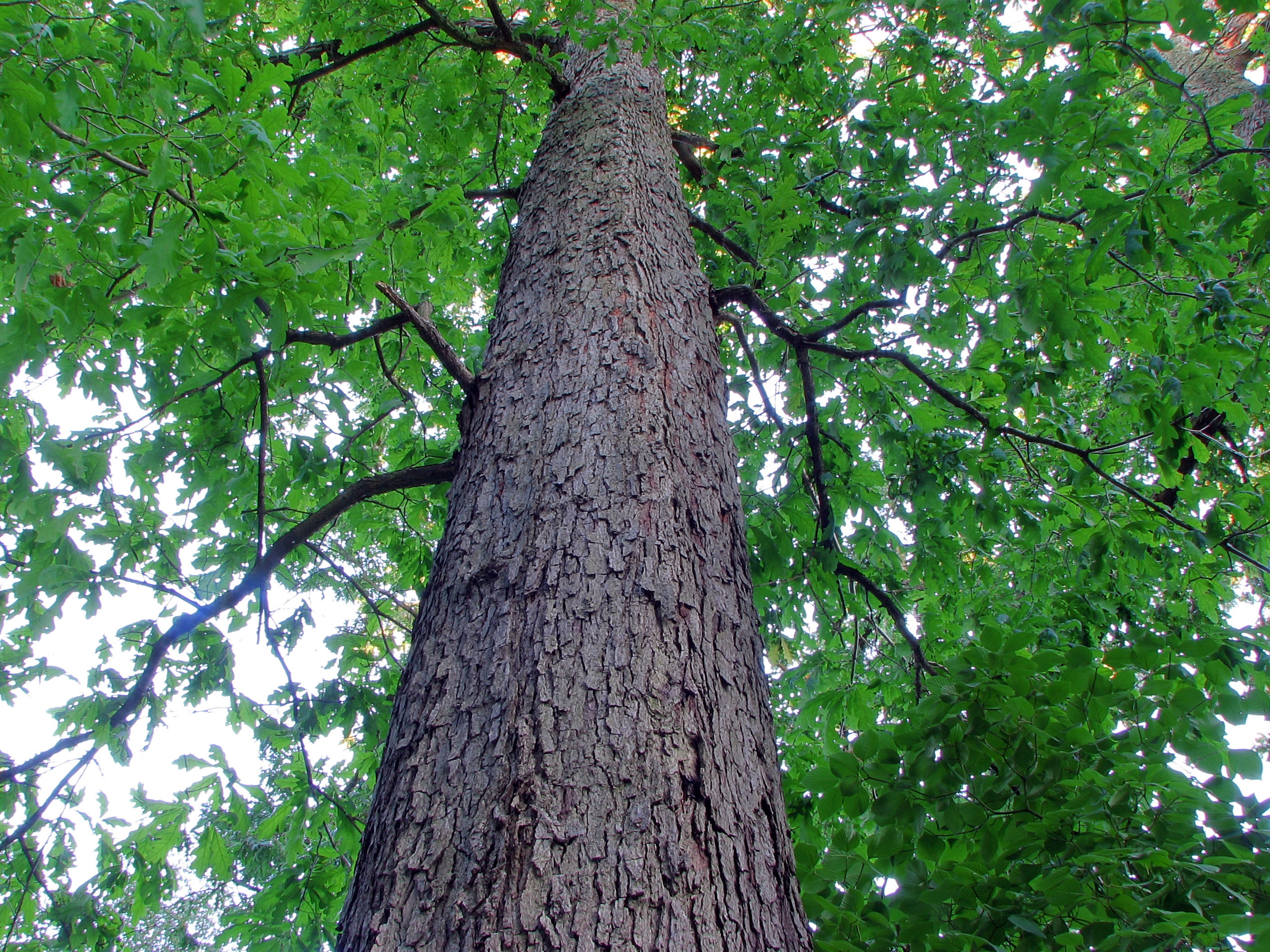
Kérge
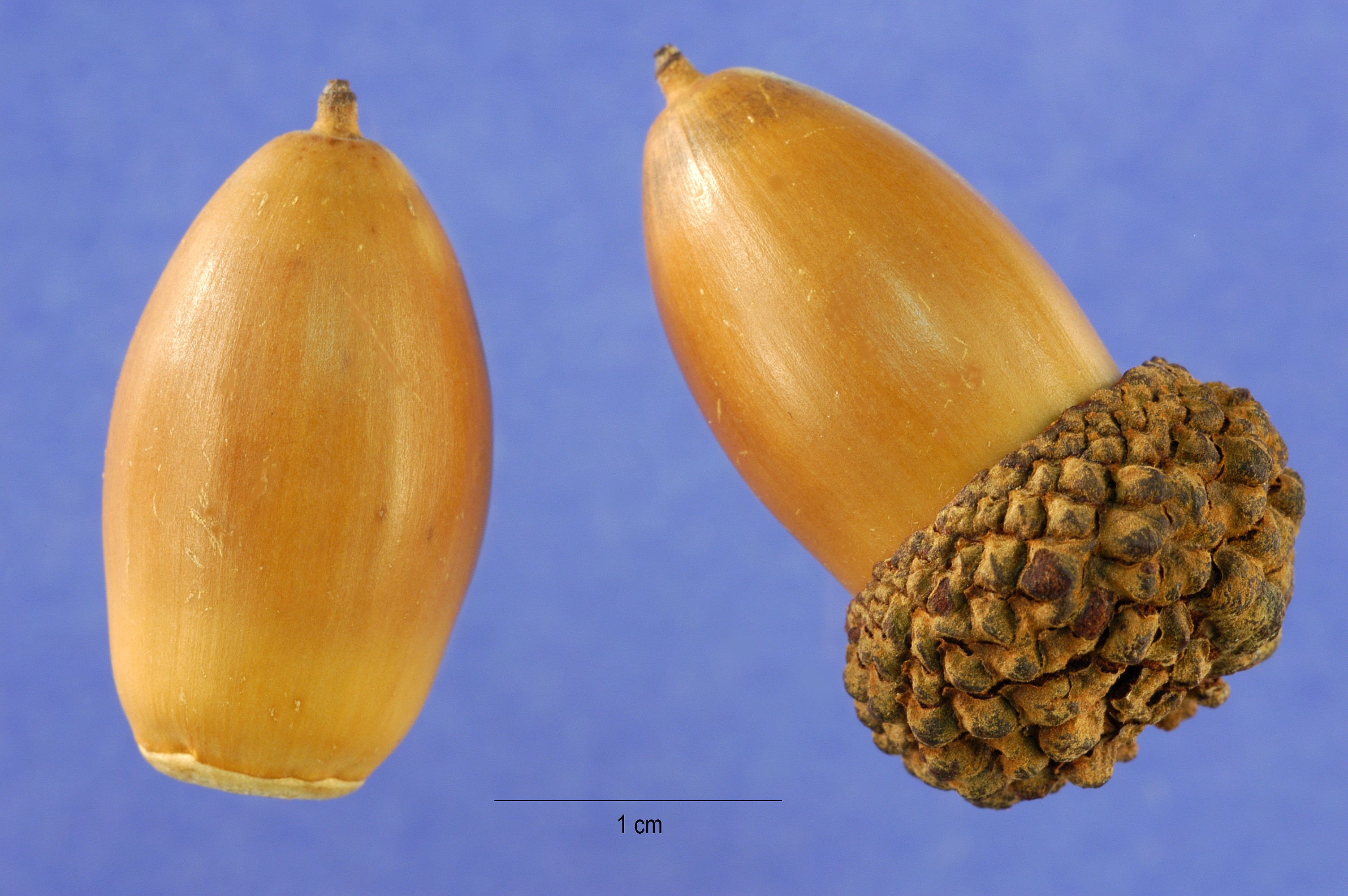
Makk-termése
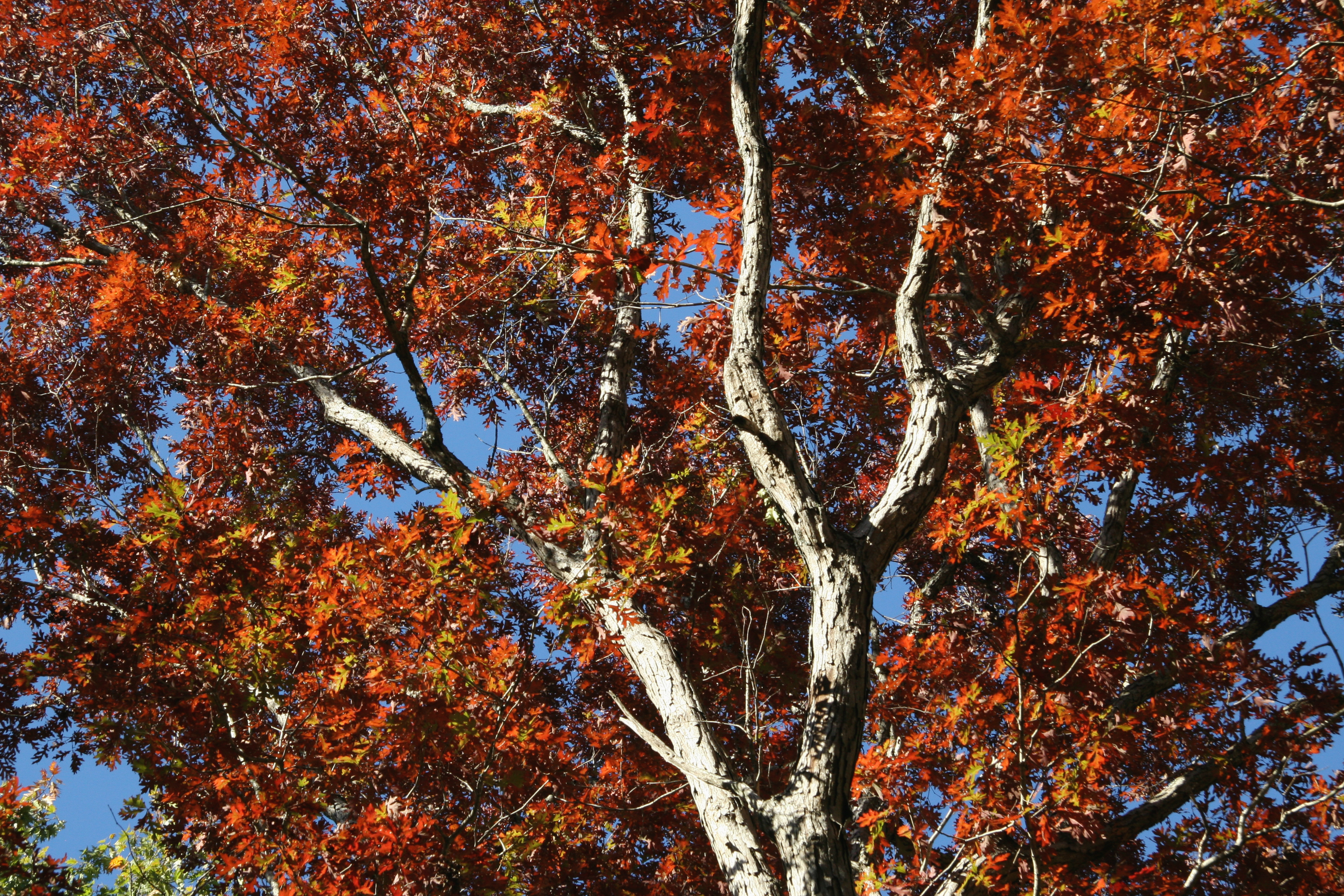
őszi lombszín
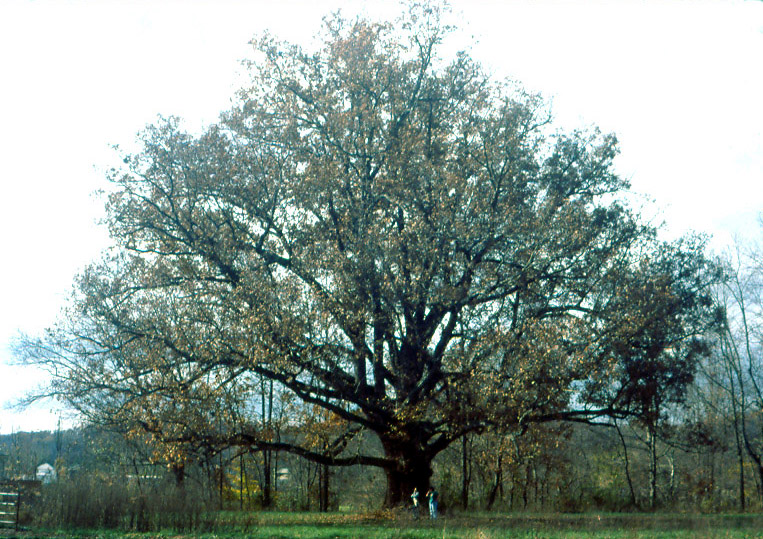
Habitusa